# Bulgan-Aimag
Koordinaten: 49° 0′ N, 103° 30′ O

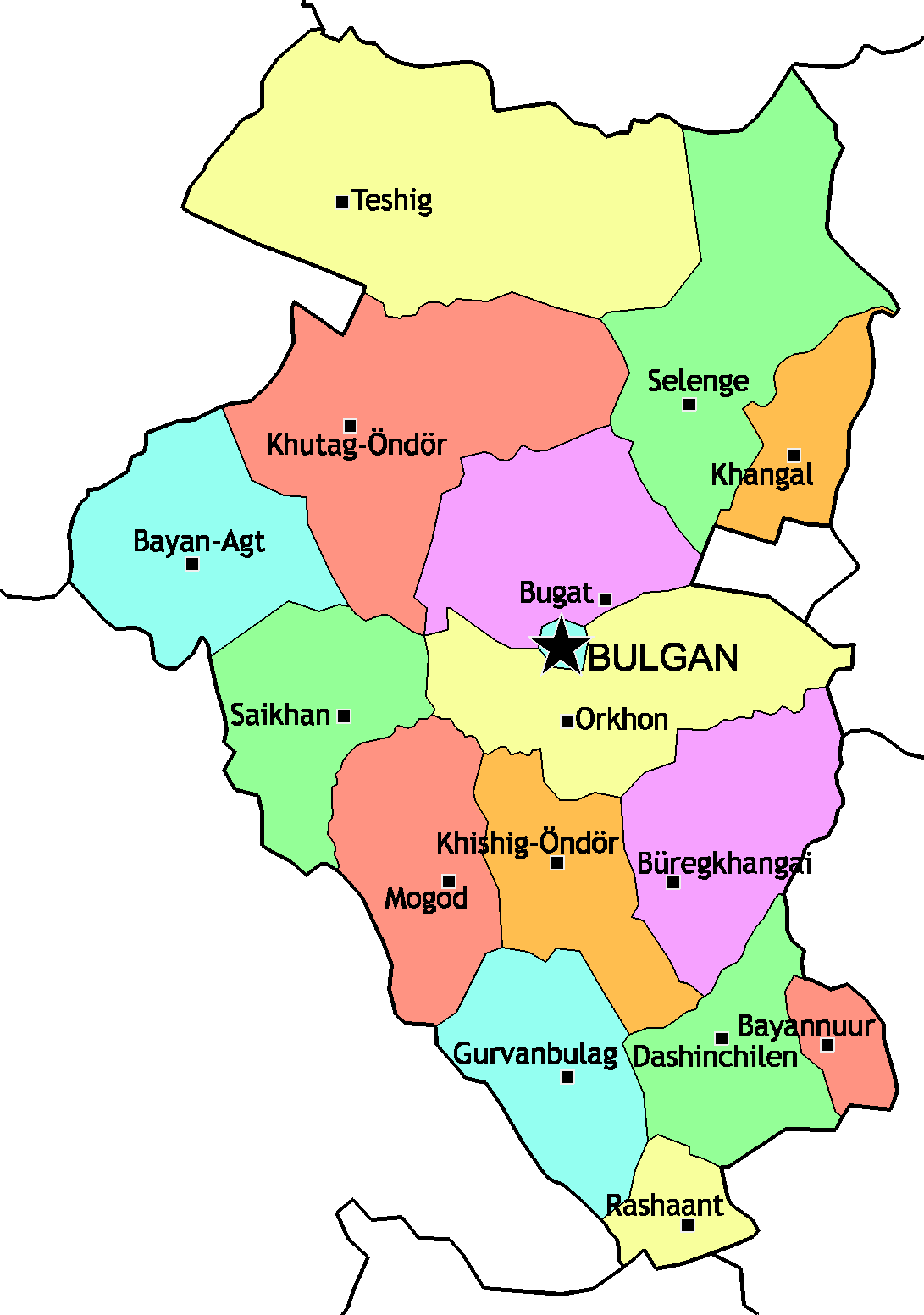
Die Sum des Bulgan-Aimag (englische Schreibweise der Namen)

Der Bulgan-Aimag (mongolisch Булган Аймаг) ist ein Aimag (Provinz) der Mongolei, im Norden des Landes an der russischen Grenze gelegen. Sitz der Aimagverwaltung ist die Stadt Bulgan.

## Historisches
Im Tal des Flusses Tolbor, eines Nebenflusses der Selenga, wurden in der Fundstelle Tolbor-16 annähernd 45.000 Jahre alte Steinwerkzeuge entdeckt.

## Geographie
Der Aimag liegt zu den Aimags Chöwsgöl im Nordwesten, Archangai im Südwesten, Öwörchangai im Süden, Töw im Südosten, und Selenge im Nordosten benachbart. Der kleine Orchon-Aimag um die Bergwerksstadt Erdenet bildet eine Enklave an der Grenze zu Selenge.
Der Norden des Aimag ist durch alpine Waldgebiete charakterisiert, welche im Süden in die ariden Steppenebenen des zentralmongolischen Hochlandes übergehen. Die Hauptflüsse sind der Orchon und die Selenge, welche vom Archangai-Aimag aus in den Selenge-Aimag fließen. Sie machen den Süden des Aimag zu einem Teil des landwirtschaftlich nutzbaren Gebietes der Mongolei.

## Verkehr
Der Flughafen von Bulgan (ZMBN/UGA) verfügt über mindestens eine befestigte Landebahn. Er bietet regelmäßige Flüge von und nach Ulaanbaatar und dient auch als Zwischenhalt für einige der westlichen Aimags.

## Administrative Gliederung
| Sum              | Mongolisch  | Bevölkerung (2005) | Bevölkerung (2008) |
| ---------------- | ----------- | ------------------ | ------------------ |
| Bajan-Agt        | Баян-Агт    | 2.823              | 3.014              |
| Bajannuur        | Баяннуур    | 1.303              | 1.418              |
| Bulgan (Stadt) * | Булган      | 11.984             | 12.323             |
| Bugat            | Бугат       | 1.799              | 1.873              |
| Buregchangai     | Бүрэгхангай | 2.123              | 2.366              |
| Changal          | Хангал      | 4.442              | 4.574              |
| Chischig-Öndör   | Хишиг-Өндөр | 3.057              | 3.196              |
| Chutag-Öndör     | Хутаг-Өндөр | 4.236              | 4.561              |
| Daschintschilen  | Дашинчилэн  | 2.422              | 2.332              |
| Gurwanbulag      | Гурванбулаг | 3.221              | 3.052              |
| Mogod            | Могод       | 2.609              | 2.658              |
| Orchon           | Орхон       | 2.941              | 2.932              |
| Saichan          | Сайхан      | 3.685              | 3.748              |
| Selenge          | Сэлэнгэ     | 3.057              | 3.248              |
| Teschig          | Тэшиг       | 3.520              | 3.496              |

* - Bulgan - Hauptstadt des Aimag